# Collegio elettorale di Zogno (Camera dei deputati)
Il collegio di Zogno fu un collegio elettorale uninominale della Repubblica Italiana per l'elezione della Camera dei deputati. Apparteneva alla circoscrizione Lombardia 2 e fu utilizzato per eleggere un deputato nella XII, XIII e XIV legislatura.
Venne istituito nel 1993 con la cosiddetta Legge Mattarella (Legge n. 277, Nuove norme per l'elezione della Camera dei deputati), attuata in seguito al referendum abrogativo del 1993. La legge istituì per la Camera dei deputati e per il Senato della Repubblica un sistema di elezione misto, in parte maggioritario e in parte proporzionale. Il 75% dei parlamentari dell'assemblea veniva eletto in collegi uninominali tramite sistema maggioritario a turno unico; il restante 25% alla Camera veniva eletto tramite sistema proporzionale con liste bloccate.
Il collegio venne abolito insieme a tutti gli altri che costituivano la Camera con la promulgazione della legge elettorale successiva, la cosiddetta Legge Calderoli. Questa prevedeva un sistema proporzionale con premio di maggioranza, che alla Camera veniva attribuito a livello nazionale.

## Territorio
Il collegio di Zogno era uno dei 74 collegi uninominali in cui era suddivisa la Lombardia e, come previsto dal D.Lgs. del 20 dicembre 1993 n. 536, era interamente compreso nella provincia di Bergamo e comprendeva i seguenti comuni: Algua, Almè, Almenno San Bartolomeo, Almenno San Salvatore, Averara, Barzana, Bedulita, Berbenno, Blello, Bracca, Branzi, Brembate di Sopra, Brembilla, Brumano, Camerata Cornello, Capizzone, Caprino Bergamasco, Carona, Cassiglio, Corna Imagna, Cornalba, Costa Serina, Costa Valle Imagna, Cusio, Dossena, Foppolo, Fuipiano Valle Imagna, Gerosa, Isola di Fondra, Lenna, Locatello, Mezzoldo, Moio de' Calvi, Olmo al Brembo, Oltre il Colle, Ornica, Paladina, Palazzago, Piazza Brembana, Piazzatorre, Piazzolo, Ponteranica, Roncobello, Roncola, Rota d'Imagna, San Giovanni Bianco, San Pellegrino Terme, Santa Brigida, Sant'Omobono Terme, Sedrina, Serina, Sorisole, Strozza, Taleggio, Ubiale Clanezzo, Valbrembo, Valleve, Valnegra, Valsecca, Valtorta, Vedeseta, Villa d'Almè e Zogno.

## Eletti
| Elezione | Elezione | Deputato                  | Partito                 |
| -------- | -------- | ------------------------- | ----------------------- |
|          | 1994     | Paolo Devecchi            | Polo delle Libertà (LN) |
|          | 1996     | Diego Antonio Alborghetti | Lega Nord               |
|          | 2001     | Sergio Rossi              | Casa delle Libertà (LN) |

## Dati elettorali

### XII legislatura

#### Risultati proporzionale
| Coalizioni        | Coalizioni           | Liste                           | Liste                              | Voti   | %     |
| ----------------- | -------------------- | ------------------------------- | ---------------------------------- | ------ | ----- |
|                   | Polo delle Libertà   |                                 | Lega Nord                          | 28.877 | 35,80 |
|                   | Polo delle Libertà   | Forza Italia                    | 16.558                             | 20,53  |       |
| Totale Coalizione | Totale Coalizione    | 45.435                          | 56,33                              |        |       |
|                   | Patto per l'Italia   |                                 | Partito Popolare Italiano          | 12.341 | 15,30 |
|                   | Patto per l'Italia   | Patto Segni                     | 4.671                              | 5,79   |       |
| Totale coalizione | Totale coalizione    | 17.012                          | 21,09                              |        |       |
|                   | Progressisti         |                                 | Partito Democratico della Sinistra | 4.251  | 5,27  |
|                   | Progressisti         | Rifondazione Comunista          | 2.033                              | 2,52   |       |
|                   | Progressisti         | Federazione dei Verdi           | 1.632                              | 2,02   |       |
|                   | Progressisti         | Partito Socialista Italiano     | 860                                | 1,07   |       |
|                   | Progressisti         | La Rete - Movimento Democratico | 567                                | 0,70   |       |
| Totale coalizione | Totale coalizione    | 9.343                           | 11,58                              |        |       |
|                   | Lega Alpina Lumbarda | Lega Alpina Lumbarda            | Lega Alpina Lumbarda               | 3.355  | 4,16  |
|                   | Alleanza Nazionale   | Alleanza Nazionale              | Alleanza Nazionale                 | 3.345  | 4,15  |
|                   | Lista Pannella       | Lista Pannella                  | Lista Pannella                     | 2.176  | 2,70  |
| Totale            | Totale               | Totale                          | Totale                             | 80.666 |       |

#### Risultati uninominale
|                               | Paolo Devecchi ✔️ Eletto | Polo delle Libertà (FI - LN - CCD - UDC) | 50 864 | 63,57 |  |  |  |  |  |
|                               | Silvio Troilo            | Patto per l'Italia                       | 13 582 | 16,98 |  |  |  |  |  |
|                               | Benigno Carrara          | Progressisti                             | 11 348 | 14,18 |  |  |  |  |  |
|                               | Giorgio Goggia           | Alleanza Nazionale                       | 4 217  | 5,27  |  |  |  |  |  |
| Totale                        | Totale                   | Totale                                   | 80 011 | 100   |  |  |  |  |  |
|                               |                          |                                          |        |       |  |  |  |  |  |
| Fonte: Ministero dell'interno |                          |                                          |        |       |  |  |  |  |  |

### XIII legislatura

#### Risultati proporzionale
| Coalizioni        | Coalizioni                         | Liste                              | Liste                                     | Voti   | %     |
| ----------------- | ---------------------------------- | ---------------------------------- | ----------------------------------------- | ------ | ----- |
|                   | Lega Nord                          | Lega Nord                          | Lega Nord                                 | 40.311 | 50,63 |
|                   | Polo per le Libertà                |                                    | Forza Italia                              | 11.008 | 13,83 |
|                   | Polo per le Libertà                | CCD-CDU                            | 4.397                                     | 5,52   |       |
|                   | Polo per le Libertà                | Alleanza Nazionale                 | 4.379                                     | 5,50   |       |
| Totale coalizione | Totale coalizione                  | 19.784                             | 24,85                                     |        |       |
|                   | L'Ulivo                            |                                    | Popolari per Prodi (PPI-SVP-PRI-UD-Prodi) | 5.343  | 6,71  |
|                   | L'Ulivo                            | Partito Democratico della Sinistra | 5.004                                     | 6,29   |       |
|                   | L'Ulivo                            | Rinnovamento Italiano              | 3.712                                     | 4,66   |       |
|                   | L'Ulivo                            | Federazione dei Verdi              | 1.416                                     | 1,78   |       |
| Totale coalizione | Totale coalizione                  | 15.475                             | 19,44                                     |        |       |
|                   | Progressisti                       |                                    | Rifondazione Comunista                    | 2.799  | 3,52  |
|                   | Lista Pannella - Sgarbi            | Lista Pannella - Sgarbi            | Lista Pannella - Sgarbi                   | 958    | 1,20  |
|                   | Movimento Sociale Fiamma Tricolore | Movimento Sociale Fiamma Tricolore | Movimento Sociale Fiamma Tricolore        | 288    | 0,36  |
| Totale            | Totale                             | Totale                             | Totale                                    | 79.615 |       |

#### Risultati uninominale
|                               | Diego Antonio Alborghetti ✔️ Eletto | Lega Nord           | 41 798 | 52,43 |  |  |  |  |  |
|                               | Gian Pietro Galizzi                 | L'Ulivo             | 20 390 | 25,58 |  |  |  |  |  |
|                               | Giovanni Michiara                   | Polo per le Libertà | 17 530 | 21,99 |  |  |  |  |  |
| Totale                        | Totale                              | Totale              | 79 718 | 100   |  |  |  |  |  |
|                               |                                     |                     |        |       |  |  |  |  |  |
| Fonte: Ministero dell'interno |                                     |                     |        |       |  |  |  |  |  |

### XIV legislatura

#### Risultati proporzionale
| Coalizioni        | Coalizioni              | Liste                   | Liste                                 | Voti   | %     |
| ----------------- | ----------------------- | ----------------------- | ------------------------------------- | ------ | ----- |
|                   | Casa delle Libertà      |                         | Lega Nord                             | 22.600 | 29,20 |
|                   | Casa delle Libertà      | Forza Italia            | 18.036                                | 23,30  |       |
|                   | Casa delle Libertà      | Alleanza Nazionale      | 4.547                                 | 5,87   |       |
|                   | Casa delle Libertà      | CCD-CDU                 | 1.709                                 | 2,21   |       |
|                   | Casa delle Libertà      | Nuovo PSI               | 281                                   | 0,36   |       |
| Totale coalizione | Totale coalizione       | 47.173                  | 60,94                                 |        |       |
|                   | L'Ulivo                 |                         | La Margherita (Dem - PPI - RI- UDEUR) | 12.153 | 15,70 |
|                   | L'Ulivo                 | Democratici di Sinistra | 3.703                                 | 4,78   |       |
|                   | L'Ulivo                 | Il Girasole (FdV - SDI) | 1.175                                 | 1,52   |       |
|                   | L'Ulivo                 | Comunisti Italiani      | 711                                   | 0,92   |       |
| Totale coalizione | Totale coalizione       | 17.742                  | 22,92                                 |        |       |
|                   | Lista Di Pietro         | Lista Di Pietro         | Lista Di Pietro                       | 4.567  | 5,90  |
|                   | Rifondazione Comunista  | Rifondazione Comunista  | Rifondazione Comunista                | 2.553  | 3,30  |
|                   | Democrazia Europea      | Democrazia Europea      | Democrazia Europea                    | 1.720  | 2,22  |
|                   | Partito Pensionati      | Partito Pensionati      | Partito Pensionati                    | 1.651  | 2,13  |
|                   | Lista Pannella - Bonino | Lista Pannella - Bonino | Lista Pannella - Bonino               | 1.480  | 1,91  |
|                   | Fiamma Tricolore        | Fiamma Tricolore        | Fiamma Tricolore                      | 360    | 0,47  |
|                   | Libdem. Basta           | Libdem. Basta           | Libdem. Basta                         | 130    | 0,17  |
|                   | Abolizione scorporo     | Abolizione scorporo     | Abolizione scorporo                   | 32     | 0,04  |
| Totale            | Totale                  | Totale                  | Totale                                | 77.408 |       |

#### Risultati uninominale
|                               | Sergio Rossi ✔️ Eletto    | Casa delle Libertà | 41 072 | 53,85 |  |  |  |  |  |
|                               | Yvonne Carla Messi        | L'Ulivo            | 25 074 | 32,87 |  |  |  |  |  |
|                               | Giovanna Ceribelli        | Lista Di Pietro    | 6 760  | 8,86  |  |  |  |  |  |
|                               | Patrizia Gamba Invernizzi | Democrazia Europea | 3 368  | 4,42  |  |  |  |  |  |
| Totale                        | Totale                    | Totale             | 76 274 | 100   |  |  |  |  |  |
|                               |                           |                    |        |       |  |  |  |  |  |
| Fonte: Ministero dell'interno |                           |                    |        |       |  |  |  |  |  |